# Prinčič
Prinčič je priimek več znanih Slovencev:
- Alojz (Lojze) Prinčič (1909—1976), pravnik
- Aleš Prinčič (*1958), arhitekt
- Alenka Prinčič, bibliotekarka, digitalno... (univ. knjižnica Leiden)
- Barbara Prinčič, industrijska oblikovalka, izr. prof. ALUO za trajnostno obikovanje
- Bronislava Prinčič, harfistka, glasbena pedagoginja
- Darko Prinčič, veteran vojne za Slovenijo
- Egon Prinčič (1933—?), gospodarstvenik (Luka Koper)
- Evgen Prinčič (1936—2020), glasbeni pedagog
- Ivan Prinčič (1898—1980), industriálec in narodni delavec, pisec spominov
- Janez Prinčič (*1934), zdravnik kirurg, travmatolog
- Janko Prinčič, športni delavec (košarka); prejemnik Bloudkove plakete
- Jože Prinčič (*1951), zgodovinar in arhivar
- Luka Prinčič (*1977), glasbenik, performer, avdiovizualni (intermedijski) umetnik
- Miloš Prinčič (*1948), fotograf
- Miran Prinčič (1923—2009), fotograf, tabornik, maketar, pisec, risar, pesnik
- Mojca Prinčič, arhitektka
- Nives Prinčič (*1967), atletinja
- Robert Prinčič, vinar v zamejstvu
- Stanko Prinčič (1899—1974), učitelj
- Tanja Prinčič (por. Mamolo) (*1948), biologinja
- Tomaž Prinčič, vinar
- Vesna Prinčič (*1959), prevajalka
- Vili Prinčič (*1947), arhitekt
- Vladimir Prinčič (1888—1972), glasbenik, zborovodja, skladatelj, aranžer
- Vojko Prinčič, arhitekt
- Žarko (Žare) Prinčič, jazz-glasbenik (pianist, skladatelj, dirigent, aranžer) in pevski pedagog